# 松田緑山
松田 緑山（まつだ ろくざん、天保8年2月4日（1837年3月10日） - 明治36年（1903年）10月31日）は、幕末から明治期の銅版画家、石版画家、実業家。幼名は亀之助。後に儀十郎、敦朝（あつとも）を名乗った。別号に蘭香亭、清泉堂。父の跡を継いで二代目玄々堂を名乗り、「微塵銅版画」と称して細密な銅版画を制作。日本の近代印刷事業の体裁を整え、印刷業界・美術界に多くの人材を輩出・育成した。

## 略伝
京都で銅版工房「玄々堂」を営む松本保居（初代玄々堂、1786-1867年）の長男として生まれる。弟（八男）の松田龍山も銅版画家で、実質上の玄々堂三代目と見做せる。父に銅版画を学んだ緑山は早熟で、12歳で銅版画を制作したとされ、「十三童」と記した13歳の時の作品とも思われる物が幾つかある。この頃既に「松田氏」を用いているが、父の松本姓を名乗らなかった理由は不明。1858年（安政5年）紀州藩から摂津国・河内国・大和国・伊勢国・紀伊国5ヶ国通用の銀札製造を命じられる。ただし、これ以前より玄々堂は藩札製造を手がけていたという。作品に京都名所その他の風景画が見られる。
その技術をかわれ、1868年（慶応4年）閏4月に太政官楮幣局から金札（太政官札）を、翌年9月民部省から民部省札を製造を依頼され、龍山とともに東京へ移住する。しかし、緑山の銅版技法は殆ど保居の代から進んでいなかった。ほぼ同一の物を大量印刷するのは可能だったが、細かい差が生じるのは避けられず、近代国家で紙幣として使用するには幼稚で粗雑すぎた。すぐに偽札が出まわってしまい役を降ろされるが、文明開化を急速に進める明治政府は、その後も竜文切手、証券印紙、新旧公債証書などの製造を依頼する。ここでも贋造品に悩まされたため、明治7年（1874年）に得能良介が紙幣寮頭になると、銅版彫刻の請負制度を廃止し、玄々堂一派は半ば切り捨てられてしまう。
紙幣寮を離れた緑山は同年、東京京橋区呉服橋で銅石版印刷所「玄々堂」を開業。明治初期の銅版印刷、石版印刷に大きく貢献した。玄々堂で職を得たり交流した人物として、下岡蓮杖、高橋由一、山本芳翠、石井鼎湖、石田有年・才次郎（旭山）兄弟、亀井至一・竹二郎兄弟、渡辺文三郎・幽香夫妻、彭城貞徳、疋田敬蔵、志田松翠、野村重喜、松岡正識、平木政次、中村文山、細木緑雄、福富淡水、水口龍之輔、若林長英、山本龍玉、清水喜勝、舘道策などがいる。緑山は洋画家を支援する展覧会をしばしば開き、洋画塾も設けて芳翠や疋田が教えている。更に、1879年（明治12年）には神奈川県、翌年は群馬県、1884年（明治17年）には東京都、翌年には長野県に出庁し、石版印刷の技術指導を行っている。

## 作品
- 「海岸戦争図」 銅版画
- 「北方氷洋ノ図」 銅版画